# Roelof Cornelis Kaastra
Roelof Cornelis Kaastra ( 1942 ) es un botánico neerlandés, especialista en la taxonomía de la familia Rutaceae, con énfasis en el género Esenbeckia.
En 1978, obtuvo el doctorado por la Universidad de Utrecht.

## Algunas publicaciones
- 1977. New Taxa and Combinations in Rutaceae. Vol. 26 de Acta Botanica Neerlandica. 18 pp.

- 1977. Revision of Chlorophora (Moraea) in America. Vol. 382 de Mededeelingen van het Botanisch Museum en Herbarium van de Rijks-Universiteit te Utrecht. 14 pp.

- 1973. Description and taxonomic position of Maclura brasiliensis, Moraceae. Vol. 389 de Botanisch Museum en Herbarium Utrecht: Mededelingen van het. 5 pp.

- 1972. Revision of Chlorophora, Moraceae, in America. Vol. 382 de Botanisch Museum en Herbarium Utrecht: Mededelingen van het. 13 pp.
- La abreviatura «Kaastra» se emplea para indicar a Roelof Cornelis Kaastra como autoridad en la descripción y clasificación científica de los vegetales.[2]